# Korunovační medaile Jiřího VI.
Korunovační medaile Jiřího VI. (anglicky: King George VI Coronation Medal) je pamětní medaile založená roku 1937 při příležitosti oslavy korunovace krále Jiřího VI., která se konala dne 12. května 1937.

## Historie a pravidla udílení
Medaile byla založena roku 1937 při příležitosti oslav korunovace krále Jiřího VI., která se konala dne 12. května 1937. Udělena byla členům královské rodiny a vybraným státním úředníkům a služebníkům královské domácnosti, ministrům, vládním úředníkům, starostům, státním zaměstnancům, úředníkům místních samospráv, příslušníkům britských a koloniálních jednotek námořnictva, armády, letectva a policie stejně jako příslušníkům těchto jednotek v dominiích.
Od vydání Korunovační medaile krále Jiřího V. v roce 1911 se stalo zvykem, že úředníci Spojeného království rozhodovali o celkovém počtu medailí, které budou v jednotlivých případech vyrobeny. Následně se celkový počet poměrově rozdělil mezi členské země Commonwealthu, území závislé na koruně a v majetku koruny. Udělení medaile konkrétním osobnostem pak bylo na uvážení orgánů místní samosprávy. Ty se mohly svobodně rozhodnout komu a na základě jakých kritérií budou medaile uděleny. Tento postup se aplikoval i při udílení Korunovační medaile Jiřího VI. 
Celkem bylo uděleno 90279 medailí, které obdrželo mj. 6887 Australanů, 10089 Kanaďanů a 1700 Novozélanďanů.

## Popis medaile
Autorem návrhu medaile byl anglický sochař Percy Metcalfe. Medaile je stříbrná kulatého tvaru o průměru 31,7 mm (1,25 palce). Na přední straně je profilový portrét krále Jiřího VI. a jeho ženy královny Elizabeth. Oba jsou na medaili vyobrazeni s korunami a hledící vlevo. Okraj medaile není vyvýšen a není zde žádný nápis.
Na zadní straně je královský monogram GRI korunovaný velkou korunou a s dvouřádkovým nápisem pod monogramem CROWNED / 12 MAY 1937. Při okraji je v kruhu nápis GEORGE VI QVEEN ELIZABETH.
Stuha je tmavě modré barvy široká 32 mm (1,25 palce) s pruhy bílé barvy lemujícími okraj širokými 3 mm následovanými pruhy červené barvy širokými 2,5 mm, které od modré oddělují bílé proužky o šířce 1,5 mm. Modrý pruh je široký 18 mm.

Medaile se nosila spolu s ostatními korunovačními a výročními medailemi hned za medailemi za tažení a před medailemi za dlouholetou službu. Dámy mohly medaili nosit poblíž svého levého ramene na stuze uvázané do mašle. Medaile byla udílena bez uvedení jména vyznamenaného

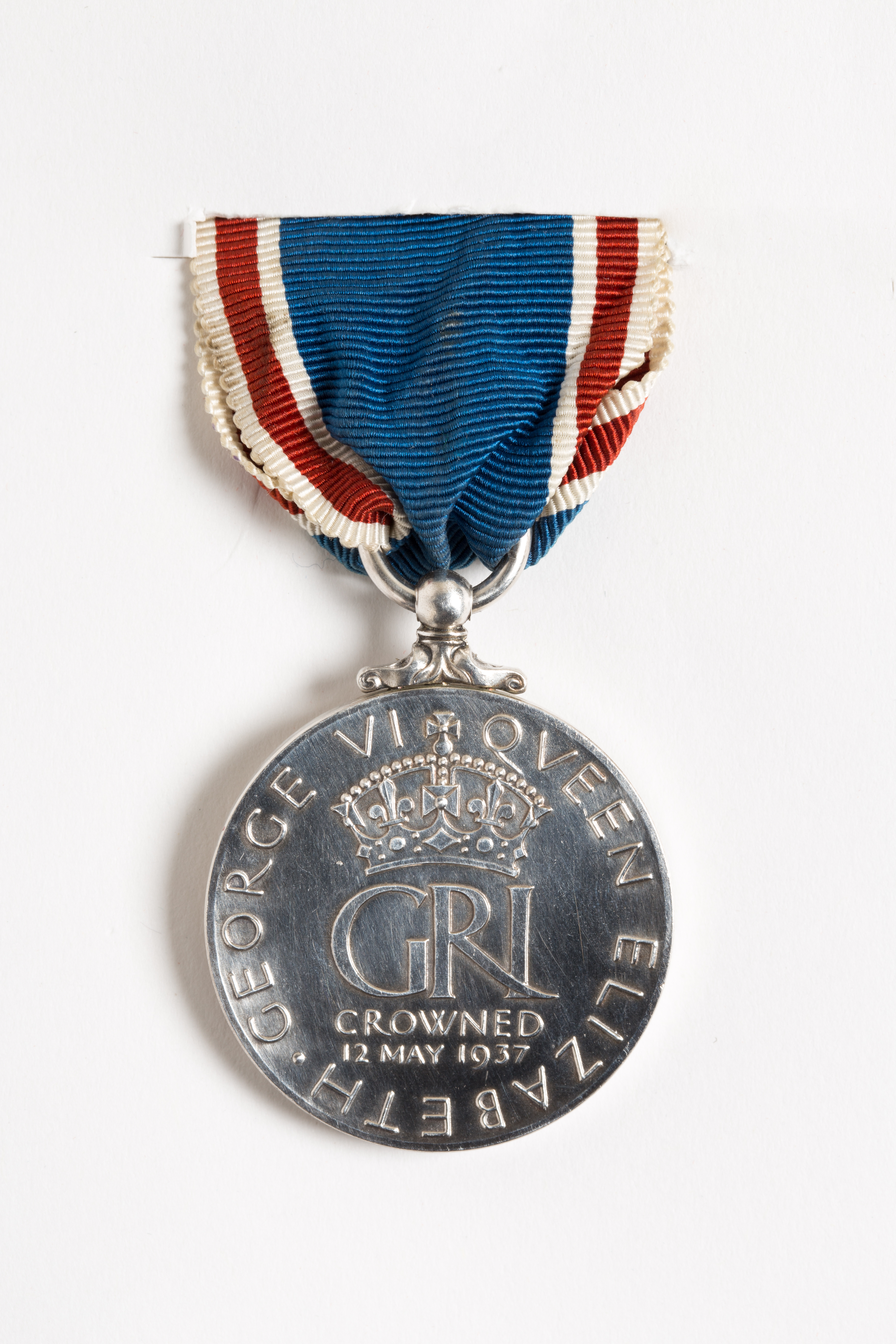
Zadní strana
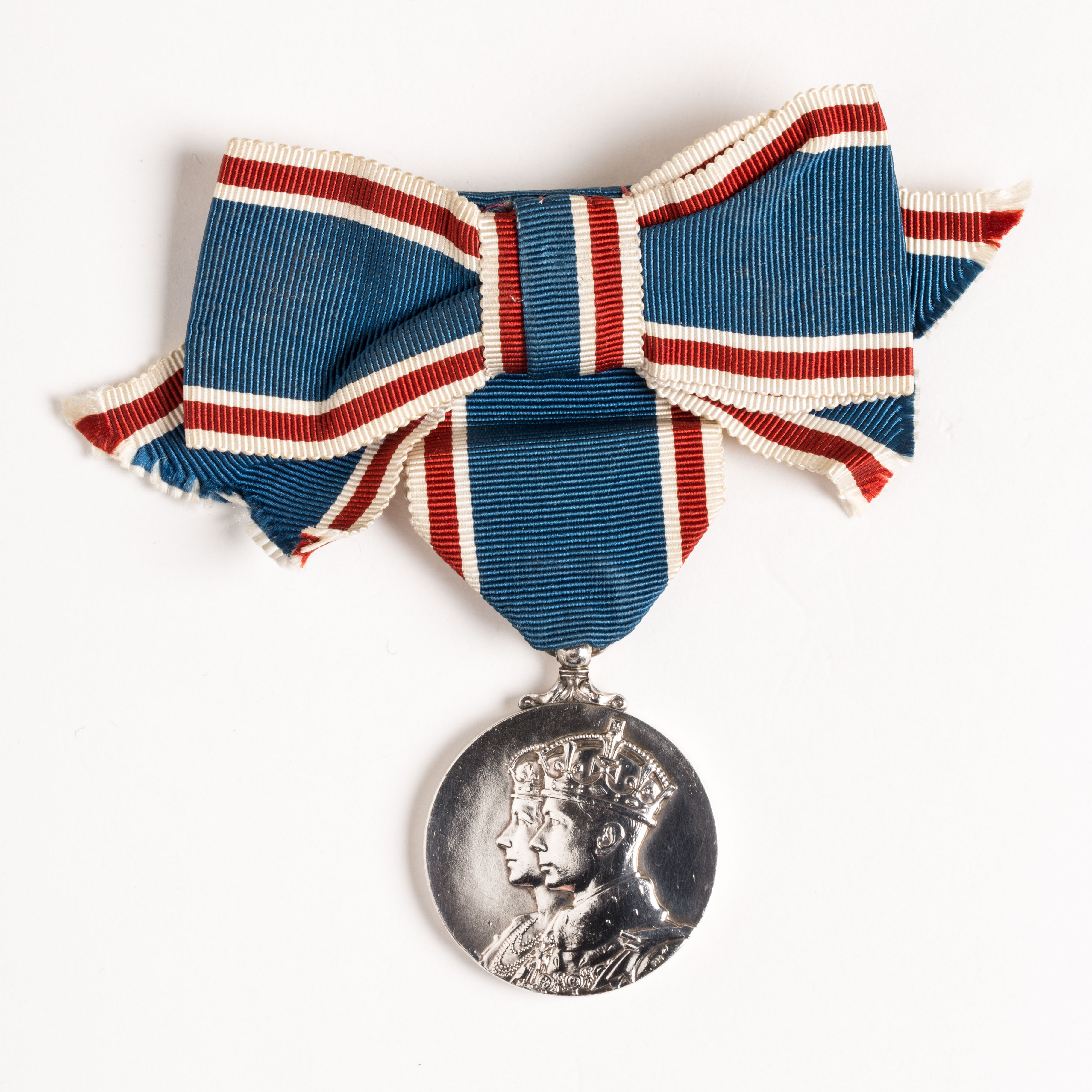
Dámská verze, přední strana
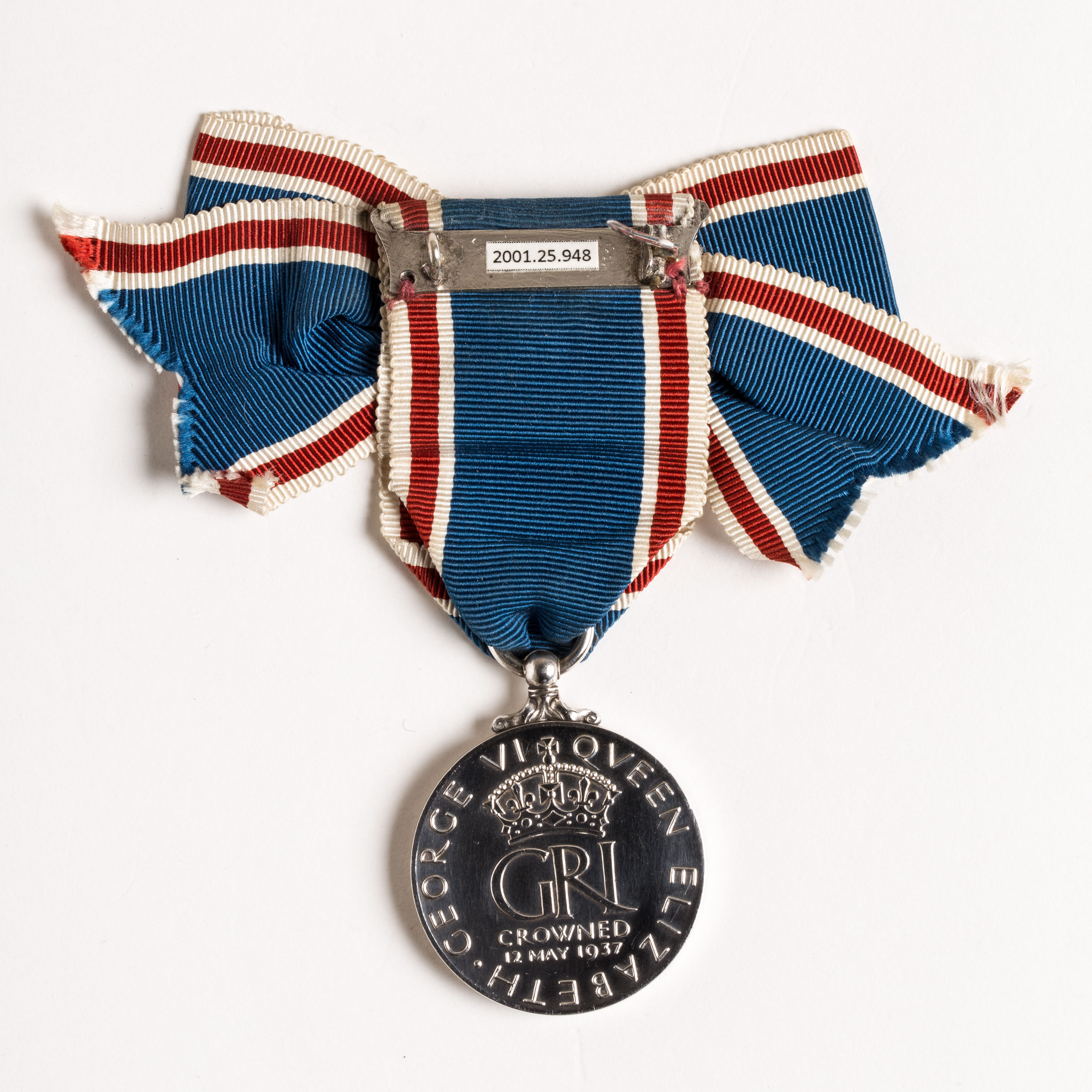
Dámská verze, zadní strana